# 長吉長原西
長吉長原西（ながよしながはらにし）は、大阪府大阪市平野区にある町名。現行行政地名は長吉長原西一丁目から長吉長原西四丁目。

## 地理
平野区の南東部に位置し、東に長吉長原、西に瓜破東、北に喜連東と接している。

### 河川
- 大和川
  - 明治橋
- 東除川
  - 明治小橋

## 歴史

### 沿革
1981年（昭和56年）、大阪市平野区長吉出戸町・長吉長原町・長吉川辺町より、長吉長原西1 - 4丁目成立。

## 世帯数と人口
2024年（令和6年）9月30日現在（大阪市発表）の世帯数と人口は以下の通りである。
| 丁目             | 世帯数    | 人口    |
| ---------------- | --------- | ------- |
| 長吉長原西一丁目 | 108世帯   | 142人   |
| 長吉長原西二丁目 | 493世帯   | 1,003人 |
| 長吉長原西三丁目 | 785世帯   | 1,568人 |
| 長吉長原西四丁目 | 911世帯   | 1,722人 |
| 計               | 2,297世帯 | 4,435人 |

### 人口の変遷
国勢調査による人口の推移。
| 1995年（平成7年）  | 5,043人 | [ 6 ]  |  |
| 2000年（平成12年） | 5,056人 | [ 7 ]  |  |
| 2005年（平成17年） | 4,405人 | [ 8 ]  |  |
| 2010年（平成22年） | 5,434人 | [ 9 ]  |  |
| 2015年（平成27年） | 4,937人 | [ 10 ] |  |
| 2020年（令和2年）  | 4,684人 | [ 11 ] |  |

### 世帯数の変遷
国勢調査による世帯数の推移。
| 1995年（平成7年）  | 1,895世帯 | [ 6 ]  |  |
| 2000年（平成12年） | 2,054世帯 | [ 7 ]  |  |
| 2005年（平成17年） | 1,902世帯 | [ 8 ]  |  |
| 2010年（平成22年） | 2,385世帯 | [ 9 ]  |  |
| 2015年（平成27年） | 2,206世帯 | [ 10 ] |  |
| 2020年（令和2年）  | 2,242世帯 | [ 11 ] |  |

## 学区
市立小・中学校に通う場合、学区は以下の通りとなる。なお、小学校・中学校入学時に学校選択制度を導入しており、通学区域以外に通学区域に隣接している小学校・平野区内にある中学校から選択することも可能。
| 丁目             | 番                                                       | 小学校             | 中学校               |
| ---------------- | -------------------------------------------------------- | ------------------ | -------------------- |
| 長吉長原西一丁目 | 全域                                                     | 大阪市立長吉小学校 | 大阪市立長吉西中学校 |
| 長吉長原西二丁目 | 全域                                                     | 大阪市立長吉小学校 | 大阪市立長吉西中学校 |
| 長吉長原西三丁目 | 1～9番 10番1～20号 10番40～52号 11番1～39号 11番78～92号 | 大阪市立長吉小学校 | 大阪市立長吉西中学校 |
| 長吉長原西三丁目 | 10番21～39号 11番40～77号                                | 大阪市立川辺小学校 | 大阪市立長吉西中学校 |
| 長吉長原西四丁目 | 全域                                                     | 大阪市立川辺小学校 | 大阪市立長吉西中学校 |

## 事業所
2021年（令和3年）現在の経済センサス調査による事業所数と従業員数は以下の通りである。
| 丁目             | 事業所数  | 従業員数 |
| ---------------- | --------- | -------- |
| 長吉長原西一丁目 | 61事業所  | 811人    |
| 長吉長原西二丁目 | 44事業所  | 391人    |
| 長吉長原西三丁目 | 49事業所  | 494人    |
| 長吉長原西四丁目 | 14事業所  | 155人    |
| 計               | 168事業所 | 1,851人  |

## 交通

### 鉄道
- 大阪市高速電気軌道
  - 谷町線 出戸駅

### バス
2020年4月現在
- 大阪シティバス[15]
  - 16号系統：長吉小学校前 - 長吉長原西二丁目 - 長吉長原西三丁目 → 長吉長原西四丁目 …→… 長吉長原西三丁目
  - 33号系統：長吉小学校前 - 長原 - 長原南口 - 長吉高校前
  - 61B号系統：長吉小学校前

### 道路
- 大阪府道179号住吉八尾線
- 大阪府道186号大阪羽曳野線

## 施設
- 大阪府立長吉高等学校
- 大阪市立長吉西中学校
- 平野警察署 川辺交番
- イオン長吉店
- 長原西公園
- 長吉西中学前公園
- 川辺大和川公園

## その他

### 日本郵便
- 〒547-0015[3]（集配局：平野郵便局[16]）